# Manfred Honeck
Manfred Honeck (født 17. september 1958) er en østrigsk dirigent. Han har blandt andet dirigeret de to førende østrigske orkestre, Det kongelige Kapel og været musikchef for Den Norske Opera & Ballett fra 1997 til 1998 og chefdirigent for Sveriges Radios Symfoniorkester fra 2000 til 2006. Med det dirigerede han Cosi på Rønne Theater. Siden 2008 har Honeck været dirigent for Pittsburgh Symphony Orchestra i USA.
Han er bror til violinisten Rainer Honeck, der er koncertmester hos Wiener Philharmonikerne.